# Champion of the Raj
Champion of the Raj est un jeu vidéo de type wargame développé par Level 9 Computing et publié par Personal Software Services en 1991 sur Amiga, Atari ST et IBM PC. Le jeu se déroule dans l’Inde de la période coloniale où six factions s’affrontent pour le contrôle du pays. Outre ces éléments de stratégie, le jeu contient des séquences d’arcades incluant des courses à dos d’éléphants et des parties de chasse. À sa sortie, la presse spécialisée lui réserve un accueil mitigé. Si elle salue son scénario et ses graphismes hauts en couleur, elle regrette que le jeu nécessite de changer de disquette trop souvent et que les temps de chargement soit très longs,,,.